# Savines-le-Lac
 Savines-le-Lac  es una comuna y población de Francia, en la región de Provenza-Alpes-Costa Azul, departamento de Altos Alpes, en el distrito de Gap. Es la cabecera y mayor población del cantón de su nombre.
Está integrada en la Communauté de communes Savinois-Serre Ponçon.
Su población en el censo de 1999 era de 815 habitantes.

## Demografía
| 1,014 | 976 | 408 | 589 | 663 | 790 | 759 | 815 |
| Para los censos de 1962 a 1999 la población legal corresponde a la población sin duplicidades (Fuente: INSEE [Consultar]) |     |     |     |     |     |     |     |